# Замок Гартін де ла Пер

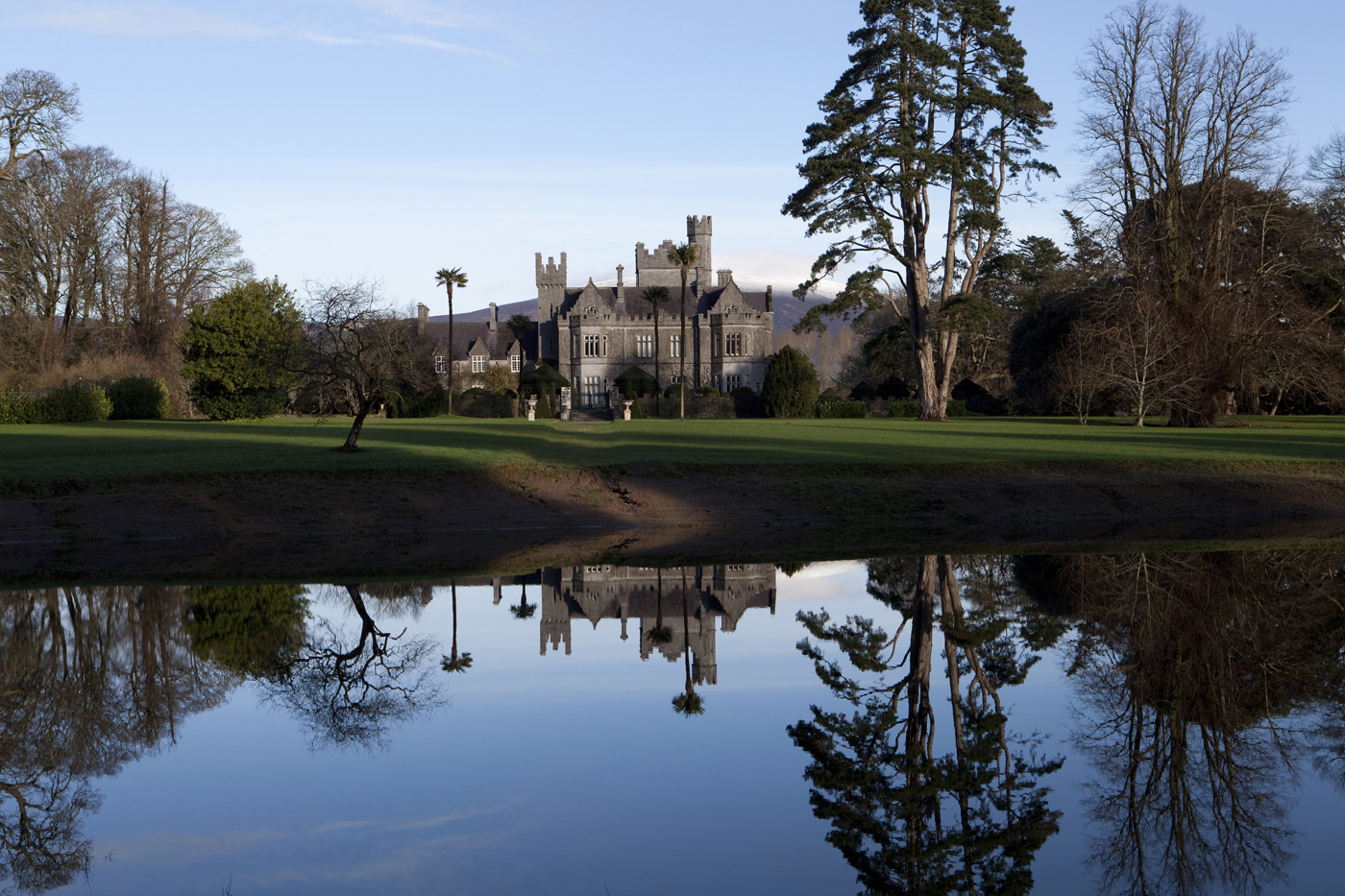
Замок Гартін де ла Пер під час суворої ірландської зими.

Замок Гартін де ла Пер (англ. Gurteen de la Poer, Gurteen le Poer) — один із замків Ірландії, розташований в графстві Вотерфорд, стоїть на південному березі річки Шур, біля селища Кілшелан, на відстані 8 км від міста Клонмел. Замок побудований в стилі єлизаветинського ренесансу.
Замок побудували феодали Де Ла Пер (Поер) — аристократи англо-норманського походження що переселились в Ірландію ще в ХІІ столітті. Вони зберегли вірність католицизму, тому зазнали переслідування з боку англійських протестантів. Вони підтримували неодноразово повстання за незалежність Ірландії. Замок побудував граф Едмунд де ла Пер — XVIII лорд де ла Пер та Куррагмор, лицар Мальтійського ордену, приватний чемберлен Папи Римського Пія ІХ. Замок почали будувати в 1863 році на місці більш давнього замку.
Великий будинок барона спроектував архітектор Самуїл Ашер Робертс (1821—1900) — правнук знаменитого архітектора XVIII століття Джона Робертса. Дизайн замку Гартін розроблений під впливом шотландського архітектора Вільяма Берна, що побудував кілька баронських замків в стилі Тюдорів.

## Особливості архітектури
Фасад замку має велику квадратну вежу з прикріпленою багатокутною вежею, що з'єднана з замковими стінами. Інтер'єр замку Гартін просторий, є великий світлий зал з галереєю, що розділений готичними арками, за якими є сходи.
Галерея першого поверху має подібні арки і сходи, балюстраду з кованого заліза. Є бібліотека з книжковими шафами, вітальня, зал для балів. Є їдальня в вікторіанському стилі з червоними стінами та дубовими панелями, вирізані геральдичні знаки — ангели, що тримають щит з гербом, є зображення Святого Губерта, розп'яття.

## Історія замку Гартін де ла Пер
Аристократична династія Де Ла Пер походить від сера Роберта Де Пера, що прибув до Ірландії разом з графом Стронбоу під час англо-норманського завоювання Ірландії 1172 року. Король Англії Генріх ІІ грамотою дарував Роберту де Пер землі нинішнього графства Вотерфорд і звання маршала Ірландії.
У 1863 році Едмунд де ла Пер (1841—1915) — XVIII лорд Ле Пер та Куррагмор почав будівництво замку. У тому ж році він отримав титул графа Де Ла Пер. У 1879 році він отримав посаду Верховного шерифа графства Вотерфорд та почесну посаду Папи Пія ІХ. У 1909 році він отримав посаду лорд-лейтенанта графства Вотерфорд.
Його другим сином був Джон Вільям Ріваллон (1882—1939) — ХІХ барон де ла Пер, ІІ граф, Верховний шериф графства Вотерфорд з 1913 року.
Його старший син — Едмонд Роберт Арнольд — ХХ барон, ІІІ граф. У 1939 році отримав титул ХХ барона Ле Повер та Куррагмор. Він продавав замок Гуртін в 1979 році, але залишив за собою право жити на Західному крилі замку. Він помер 20 листопада 1995 року у віці 84 років.

## Готфрід Хельвейн
У 1998 році художник Готфрід Хельвейн придбав Замок Гуртін де ла Пер і почав реставрацію. Станом на 2016 рік він живе і працює там зі своєю сім'єю.
Замок відвідували відомі гості, в тому числі: Шон Пенн, Бен Кінгслі, Мерілін Менсон, Ліза Марія Преслі, Прискілла Преслі та інші. Відвідували замок відомі політики, зокрема: посол Вільяма С. Фаріш, спікер німецького парламенту Антьє Вольмер, колишній президент Сейшельських Островів Джеймс Р. Манчам.
У грудні 2005 року Мерілін Мэнсон і Діта фон Тіз одружилися в цьому замку. У грудні 2014 року «Нью-Йорк Таймз» випустила 3-х сторінкову статтю про сім'ю Хельвайн та замок Гартін де ла Пер.